# ستاد الشمس
ستاد الشمس هو ملعب متعدد الأغراض يقع في مدينة القاهرة، يتسع لحوالي 15 ألف مشجع. وهو الملعب الرئيسي لنادي الشمس. أٌستخدم كمقر لتدريبات منتخب ساحل العاج  خلال كأس الأمم الأفريقية 2019.